# Ревиљахихедо (архипелаг)
Архипелаг Ревиљахихедо (шп. Archipiélago de Revillagigedo) је група од 4 вулканска острва у источном делу централног Пацифика. Острва леже на око 386 км југозападно од најјужније тачке полуострва Доња Калифорнија у Мексику и административно су део мексичке савезне државе Колима, односно општине Манзаниљо (од 1861). Једна су од три острвске групе Мексика чија основа се не налази на континенталном шелфу (поред острва Гвадалупе и Рокас Алихос). 
Укупна површина острва је 157,81 км². Највеће острво је Сокоро са површином од 132,06 км², следе Кларион са 19,8 км², Сан Бенедикто (5,94 км²) и Рока Партида са свега 0,014 км² површине. Највиши врх налази се на највећем острву и достиже до 1.130 м надморске висине (Монте Еверман). Преостала три острва су релативно ниска (до 350 м). 
Острва се деле на 3 унутрашња и једно спољашњострво (Кларион). Острва леже у временским зонама између UTC-6 до UTC-8.
На острвима нема сталних насеља. Једино се на острву Сокоро налази морнаричка база са око 250 чланова војске и њихових породица и малена база на Клариону са 9 морнара. 
Острва је открио поморац Ернандо де Грихалва 31. октобра 1533. и дао им је име Isla de los Inocentes.
Острва настањују бројне ендемске врсте биљака и животиња због чега их често називају малим Галапагосом. Од 2008. острва имају статус специјалног резервата биосфере.